# Nyctemera brylancik
Nyctemera brylancik là một loài bướm đêm thuộc phân họ Arctiinae, họ Erebidae.